# Eros Pagni
Eros Pagni (La Spezia, 28 agosto 1939) è un attore e doppiatore italiano.

## Biografia

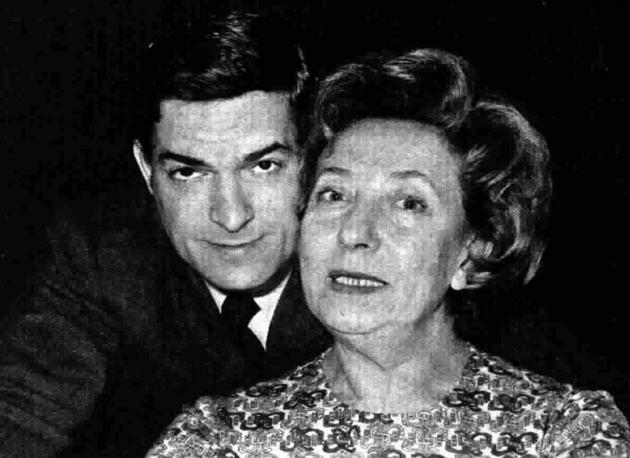
Eros Pagni con Lina Volonghi nel 1973

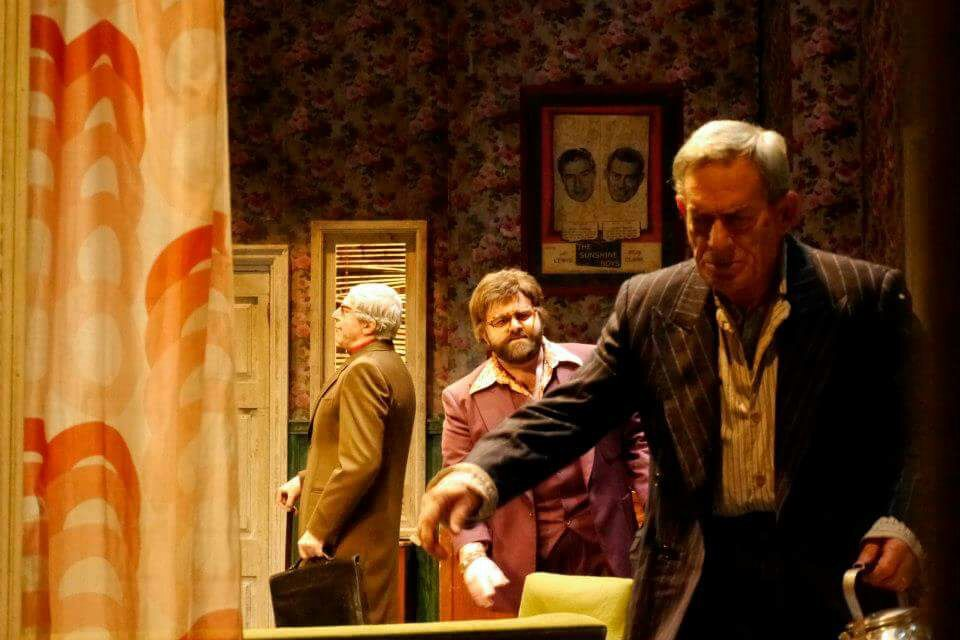
Eros Pagni con Massimo Cagnina nel 2015

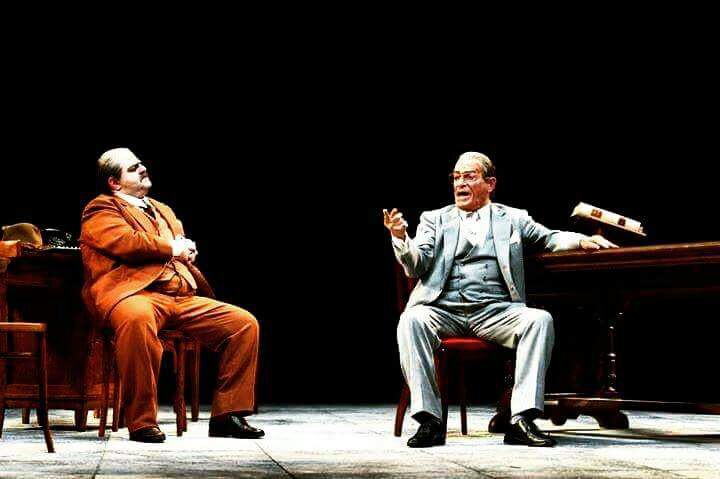
Eros Pagni ne Il sindaco del rione Sanità con Massimo Cagnina nel 2016

Nato e cresciuto a La Spezia, frequenta il liceo scientifico "Antonio Pacinotti", ma coltiva sin dalla più giovane età l'interesse per le forme del teatro e della recitazione. All'età di diciassette anni è ammesso all'Accademia d'arte drammatica "Silvio d'Amico", dove si forma con Orazio Costa e Sergio Tofano, e si diploma nel 1959. Inizia la carriera presso il Teatro Stabile di Genova: Gogol', Luigi Pirandello, Carlo Goldoni, William Shakespeare, Eugene O'Neill, Molière sono tra le sue prime principali partecipazioni.
Nel 1964 esordisce al cinema con Amore in 4 dimensioni, recitando poi in carriera in più di trenta film, diretto da Lina Wertmüller, Dario Argento, Mario Monicelli, Ettore Scola, Dino Risi, Alberto Sordi, Sergio Rubini e molti altri. Il suo ruolo più celebre è forse quello in Profondo rosso di Dario Argento (1975), ma sono da ricordare anche il ruolo di Rambo Sandri in Musica per vecchi animali (1989) e il Nastro d'argento vinto come miglior attore non protagonista in La cena di Ettore Scola (1998).
Nel 1980 debutta in televisione con Carissimi, la nebbia agli irti colli. Nel 1981, è a Domenica in sulla Rete 1, fino al 1983. Dal 1984 al 1986, è in Fininvest, dove conduce W le donne!, per Canale 5 e Rete 4.
Nel campo televisivo prende parte a fiction come Disperatamente Giulia, Scoop, Così è se vi pare (regia di Massimo Castri). Partecipa al seriale L'ombra della sera (di Cinzia TH Torrini). Segue il seriale intitolato Il mastino, per Rai 2. Dal 2005 al 2007 fa parte del cast fisso del telefilm di Rai 1 Gente di mare.
Importante è anche la sua carriera da doppiatore cinematografico che lo ha visto, fra gli altri, prestare la voce nel 1996 al personaggio di Claude Frollo nel film animato della Disney Il gobbo di Notre Dame, adattamento del capolavoro di Victor Hugo Notre-Dame de Paris. Dà la voce, inoltre, all'iconico sergente maggiore Hartman nel capolavoro di Stanley Kubrick Full Metal Jacket, e al personaggio di Shifu nel film d'animazione Kung Fu Panda.
Nel 2006 ha vinto il premio E.T.I. come miglior attore per Morte di un commesso viaggiatore e nel 2008 il premio Gassman come miglior attore per La famiglia dell'antiquario. Nel 2016 è stato premiato con la massima onorificenza della città di Genova, il Grifo d'Oro. Nel novembre 2021 è stato premiato della città La Spezia per i meriti culturali ed artistici, prima di portare in scena con tre date al Teatro Civico La notte dell'Innominato da Alessandro Manzoni, con regia e adattamento di Daniele Salvo.
Nella stagione 2022-2023 interpreta l'Enrico IV di Luigi Pirandello al Teatro Manzoni di Milano e in tournée, e poi Lamberto Laudisi in Così è se vi pare, sempre di Luigi Pirandello, al Teatro Argentina di Roma e in tournée.

## Filmografia

### Cinema
- Amore in 4 dimensioni, regia di Mino Guerrini, episodio Amore e morte (1964)
- Le piacevoli notti, regia di Armando Crispino e Luciano Lucignani (1966)
- Il generale dorme in piedi, regia di Francesco Massaro (1972)
- Film d'amore e d'anarchia - Ovvero "Stamattina alle 10 in via dei Fiori nella nota casa di tolleranza...", regia di Lina Wertmüller (1973)
- Tutto a posto e niente in ordine, regia di Lina Wertmüller (1974)
- Travolti da un insolito destino nell'azzurro mare d'agosto, regia di Lina Wertmüller (1974)
- Processo per direttissima, regia di Lucio De Caro (1974)
- Profondo rosso, regia di Dario Argento (1975)
- Il soldato di ventura, regia di Pasquale Festa Campanile (1976)
- Signore e signori, buonanotte, regia di Mario Monicelli, episodio La bomba (1976)
- I nuovi mostri, regia di Mario Monicelli, Ettore Scola e Dino Risi (1977)
- Ritratto di borghesia in nero, regia di Tonino Cervi (1978)
- Liquirizia, regia di Salvatore Samperi (1979)
- Il malato immaginario, regia di Tonino Cervi (1979)
- Ciao nemico, regia di E.B. Clucher (1981)
- Grog, regia di Francesco Laudadio (1982)
- Piso pisello, regia di Peter Del Monte (1983)
- Flirt, regia di Roberto Russo (1983)
- Teresa, regia di Dino Risi (1987)
- Topo Galileo, regia di Francesco Laudadio (1988)
- Musica per vecchi animali, regia di Stefano Benni e Umberto Angelucci (1989)
- Americano rosso, regia di Alessandro D'Alatri (1991)
- Il senso della vertigine, regia di Paolo Bologna (1992)
- Persone perbene, regia di Francesco Laudadio (1992)
- Arriva la bufera, regia di Daniele Luchetti (1993)
- Nestore, l'ultima corsa, regia di Alberto Sordi (1994)
- La cena, regia di Ettore Scola (1998)
- Sulla spiaggia e di là dal molo, regia di Giovanni Fago (2000)
- L'amore ritorna, regia di Sergio Rubini (2004)
- Family Game, regia di Alfredo Arciero (2007)
- Voce del verbo amore, regia di Andrea Manni (2007)
- Amici miei - Come tutto ebbe inizio, regia di Neri Parenti (2011)
- Questione di karma, regia di Edoardo Falcone (2017)
- Metti la nonna in freezer, regia di Giancarlo Fontana e Giuseppe Stasi (2018)
- Al di là del mare, regia di Carlo Alberto Biazzi (2022)
- Il punto di rugiada, regia di Marco Risi (2024)

### Televisione
- Il misantropo Menandro, regia di Luigi Squarzina, trasmessa il 7 settembre 1959.
- Il drago, regia di Paolo Giuranna e Raffaele Meloni, trasmessa dal Secondo programma il 22 febbraio 1969.
- Nero Wolfe: La bella bugiarda – serie TV (1971)
- Il commissario De Vincenzi – serie TV, episodio L'albero delle tre rose (1974)
- Due sull'altalena, regia di Flaminio Bollini (1975)
- Le mani sporche (1978)
- Quattro delitti (1979)
- La foresta, con Tullio Solenghi, Gino Pernice, Fiorenza Marchegiani, Eros Pagni, Lina Volonghi, Adolfo Geri, Wanda Benedetti, regia di Luigi Squarzina, trasmessa il 3 novembre 1979.
- Aeroporto internazionale – serie TV (1985)
- Piazza Navona, epis. Fernanda, regia di Ricky Tognazzi – serie TV (1988)
- Disperatamente Giulia, regia di Enrico Maria Salerno – miniserie TV (1989)
- L'ombra della sera, regia di Cinzia TH Torrini – film TV (1994)
- L'ultimo concerto, regia di Francesco Laudadio – film TV (1996)
- Il mastino, regia di Ugo Fabrizio Giordani e Francesco Laudadio – miniserie TV (1997)
- Gente di mare – serie TV (2005, 2007)
- Mal'aria, regia di Paolo Bianchini – miniserie TV (2009)
- Maltese - Il romanzo del Commissario, regia di Gianluca Maria Tavarelli – miniserie TV (2017)

## Teatro
Tra le produzioni a cui ha preso parte:

### Teatro Stabile di Genova
- Regie di Luigi Squarzina:
  - Il revisore di Gogol' (1959/60)
  - Ciascuno a suo modo di Luigi Pirandello (1961-1962)
  - Il bell'Apollo di Marco Praga (1962-1963)
  - I due gemelli veneziani di Carlo Goldoni (1962-1963)
  - Troilo e Cressida di William Shakespeare (1964-1965)
  - Arriva l'uomo del ghiaccio di Eugene O'Neill (1965-1966)
  - La pulce nell'orecchio di Georges Feydeau (1966-1967)
  - Una delle ultime sere di carnovale di Carlo Goldoni (1968-1969)
  - Cinque giorni al porto di Faggi e Squarzina (1968-1969)
  - Madre Coraggio di Bertolt Brecht (1969-1970)
  - I rusteghi di Carlo Goldoni (1969-1970)
  - 8 settembre di De Bernart, Squarzina e Zangrandi (1970-1971)
  - Tartufo di Molière e Bulgakov (1970-1971)
  - Giulio Cesare di William Shakespeare (1971-1972)
  - Questa sera si recita a soggetto di Luigi Pirandello (1971-1972)
  - La casa nova di Carlo Goldoni (1972-1973)
  - Il cerchio di gesso del Caucaso di Bertolt Brecht (1973-1974)
  - Un lungo giorno di viaggio nella notte di Eugene O'Neill (1973-1974)
  - La foresta di Ostrovskij (1975-1976)

- Regie di Marco Sciaccaluga:
  - Equus di Peter Shaffer (1975-1976)
  - Fremendo, fra le lacrime, sul punto di morire! da Anton Čechov (1978-1979)
  - La brocca rotta di Heinrich von Kleist (1982-1983)
  - L'onesto Jago di Corrado Augias (1984-1985)
  - L'alcalde di Zalamea di Pedro Calderón de la Barca (1984-1985)
  - La resistibile ascesa di Arturo Ui di Bertolt Brecht (1993-1994)
  - Lo storpio di Inishmaan di Martin McDonagh (1999-2000)
  - Morte di un commesso viaggiatore di Arthur Miller (2005-2006)
  - Re Lear di William Shakespeare (2008-2009)
  - Aspettando Godot di Samuel Beckett (2009-2010)
  - Misura per misura di William Shakespeare (2010-2011)
  - Edipo Tiranno di Sofocle (2012-2013)
  - Il sindaco del rione Sanità di Eduardo De Filippo (2015)
- La balena bianca di Dursi, regia di Melloni (1966-1967)
- Il drago di Schwarz, regia di Paolo Giuranna (1966-1967)
- L'anitra selvatica di Henrik Ibsen, per la regia di Luca Ronconi (1976-1977)
- Amleto in trattoria di Achille Campanile, regia di Parodi (1977-1978)
- Turcaret di Alain-René Lesage, regia di Egisto Marcucci (1979-1980)
- L'orologio americano di Arthur Miller, regia di Elio Petri (1980-1981)
- Delirio alla Fregoli di Crivelli, per attore solista, regia di Crivelli (1980-1981)
- Donne attente alle donne di Thomas Middleton, regia di Hands (1981-1982)
- Anfitrione di Kleist, regia di Walter Pagliaro (1982-1983)
- Rosales di Mario Luzi, regia di Orazio Costa
- Il ventaglio di Carlo Goldoni, regia di Alfredo Arias (1988-1989)
- Tito Andronico di William Shakespeare, regia di Peter Stein (1989-1990)
- Mille franchi di ricompensa di Victor Hugo, regia di Benno Besson (1990-1991)
- Nathan il saggio di Lessing, regia di De Monticelli (1991-1992)
- Hamlet di William Shakespeare, Io di Labiche e Il Tartufo di Molière, regie di Benno Besson (1994-1995, 1995-1996 e 1999-2000)
- Ordine d'arrivo scritto e diretto da Franceschi (1995-1996)
- La dame de chez Maxim di Georges Feydeau, regia di Alfredo Arias (1997-1998).

### Nazionale
- La resistibile ascesa di Arturo Ui di Bertolt Brecht, regia di Giancarlo Sepe, Centro Teatrale Bresciano
- Orestiade di Eschilo, Gibellina
- Santa Giovanna dei macelli, regia di Giancarlo Sepe
- Beniamino di Alan Speer
- Il bugiardo di Carlo Goldoni, regia di Parodi
- Vita d'artista di Tankred Dorst
- La famiglia Schroffenstein di Heinrich von Kleist, regia di Castri (1988-1989)
- L'inventore del cavallo di Achille Campanile, per ERT (Emilia-Romagna Teatro), adattamento di Giuseppe Di Leva
- Otello, regia di Gazzara (1999)
- Il mercante di Venezia di William Shakespeare, regia di Luca De Fusco (2006)
- La famiglia dell’antiquario di Carlo Goldoni, regia di Lluis Pasqual (2007)
- L’impresario delle Smirne di Carlo Goldoni, regia di Luca De Fusco (2009)
- Sei personaggi in cerca d'autore di Luigi Pirandello, regia di Luca De Fusco (2017)
- Salomé di Oscar Wilde, regia di Luca De Fusco (2018)
- La Tempesta di William Shakespeare, regia di Luca De Fusco (2019)
- Enrico IV di Luigi Pirandello, regia di Luca De Fusco (2021)
- La notte dell'Innominato di Alessandro Manzoni, regia e adattamento di Daniele Salvo (2021)[11]
- Così è se vi pare di Luigi Pirandello, regia di Luca De Fusco (2023)

### Operetta
- Cin-cin-là, regia di Crivelli
- La principessa della ciarda, regia di Crivelli
- Il cavallino bianco, Teatro Verdi di Trieste
- Eva, Teatro Massimo di Palermo

## Programmi televisivi
- Carissimi, la nebbia agli irti colli (Rete 3, 1980)
- Domenica in (Rete 1, 1981-1982; Rai 1, 1983)
- W le donne! (Canale 5; 1984-1985; Rete 4, 1986)

## Prosa radiofonica
- La locandiera, regia di Luigi Squarzina (1972)

## Doppiaggio

### Cinema
- Aldo Ray in Berretti verdi
- R. Lee Ermey in Full Metal Jacket
- Christopher Lee e Tony Randall in Gremlins 2 - La nuova stirpe
- Ben Kingsley in Cellini - Una vita scellerata

### Film d'animazione
- Claude Frollo ne Il gobbo di Notre Dame
- Tzekel-Kan ne La strada per El Dorado
- Maestro Shifu in Kung Fu Panda, I segreti dei cinque cicloni, Kung Fu Panda 2, Kung Fu Panda - I segreti dei maestri, Kung Fu Panda 3

### Serie televisive
- Daniel Emilfork ne La maledizione dei Templari
- Elliott Gould in Ray Donovan
- Voce narrante (Adso da Melk anziano) ne Il nome della rosa

## Riconoscimenti
- 1999 – Nastro d'argento come miglior attore non protagonista (La cena di Ettore Scola).[4]
- 2006 – Premio E.T.I. Gli Olimpici del teatro come miglior attore (Morte di un commesso viaggiatore di Marco Sciaccaluga).[12]
- 2008 – Premio Gassman come miglior attore (La famiglia dell'antiquario di Carlo Goldoni).[13]